# Prosforon

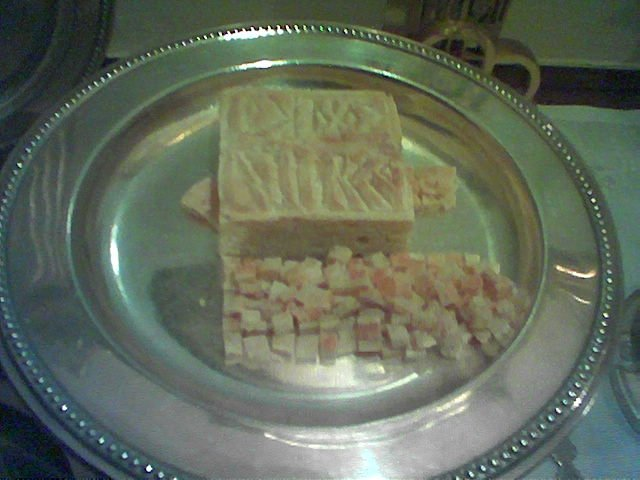
El Cordero y las partículas puestos en la patena durante la Divina Liturgia.

Un prosforon (en griego πρόσφορον, ‘offering’; plural prosfora, πρόσφορα) es una pequeña pieza de pan empleada en las liturgias de la Iglesia ortodoxa, y en el Rito Bizantino de las Iglesias Católicas Orientales (en Comunión con Roma). El término aludía originalmente a cualquier ofrenda hecha en un templo, pero en la doctrina ortodoxa ha llegado a aludir específicamente al pan ofrecido en la Divina Liturgia.
Un prosforon está formado por dos piezas redondas separadas de masa que se ponen una encima de otra y se hornean juntas para obtener un solo bollo. Esta doble pieza representa las dos naturalezas de Cristo: humana y divina. Antes de hornearse, cada prosforon se estampa con un sello que suele llevar la imagen de una cruz con las letras griegas IC XC NIKA (Ἰησοῦς Χριστὸς νικᾷ ‘Jesús Cristo conquista’) alrededor de los brazos de la cruz. Esta impresión permanece tras la cocción y sirve como guía para el sacerdote que lo cortará.

## Divina Liturgia

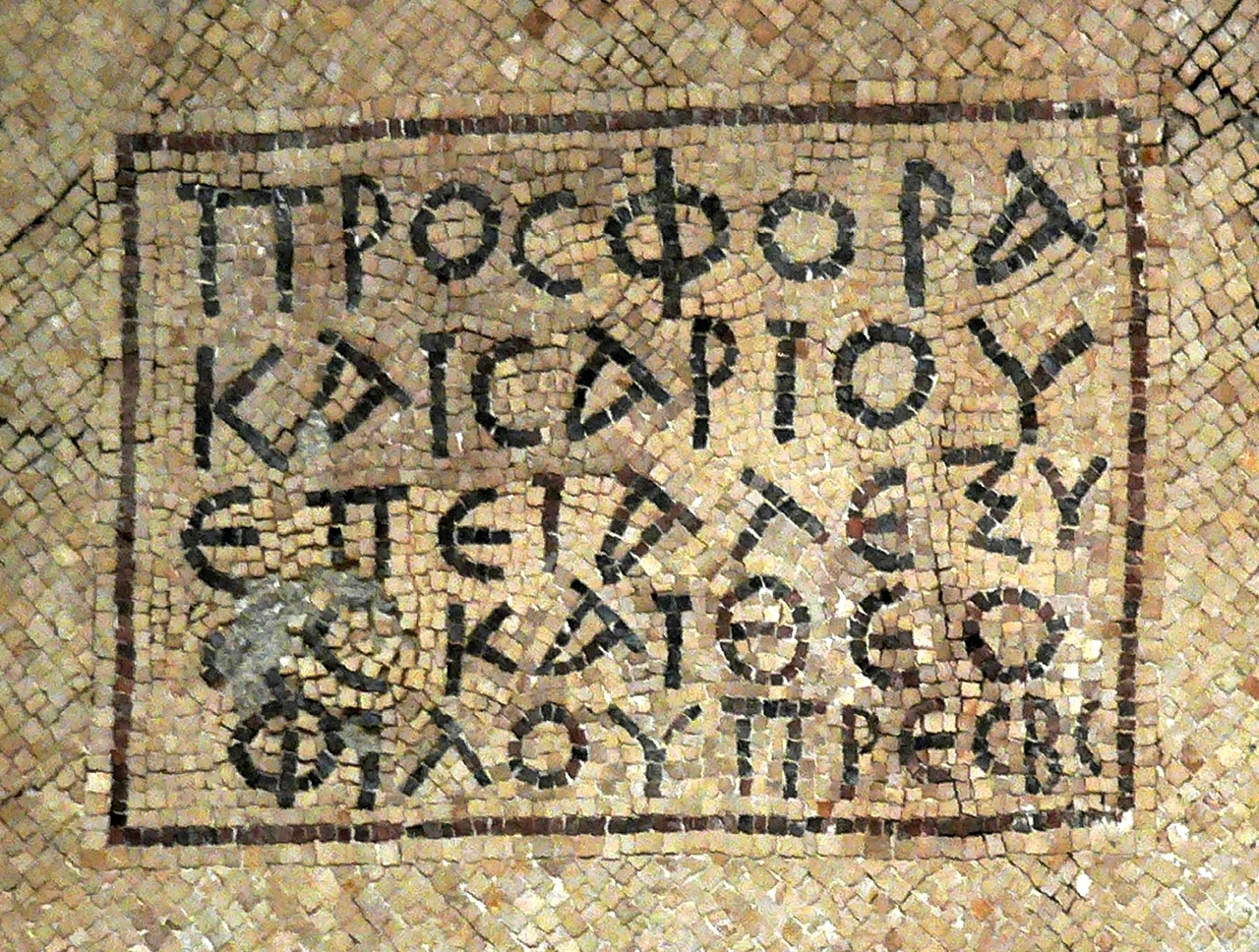
Prosfora del siglo V inscrita en griego en un monasterio del Monte Nebo (Jordán):
προσφορα
καισαριου
επει αλεξυ
(ο)σκαι θεο(-)
φιλου πρεσβ(υτερο)σ
‘Ofrenda de Cesario, en la época de Alejo y Teófilo, sacerdotes’.

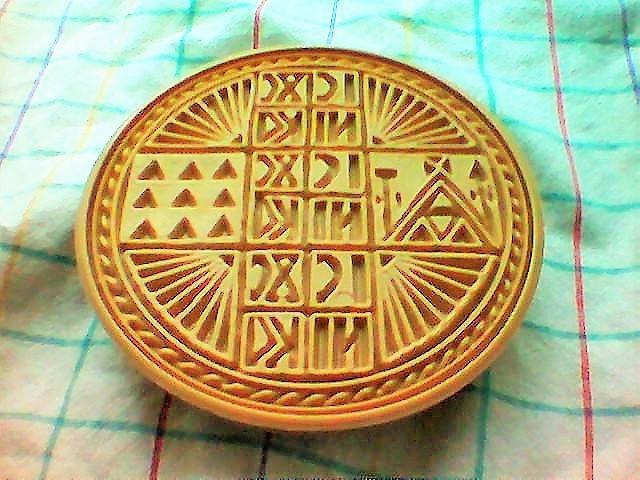
Sello de prosfora de estilo griego, para una pieza grande: en el centro está el Cordero, a la derecha la Panagia, a la izquierda las Nueve Órdenes, y arriba y abajo los Corderos extra para presantificar.

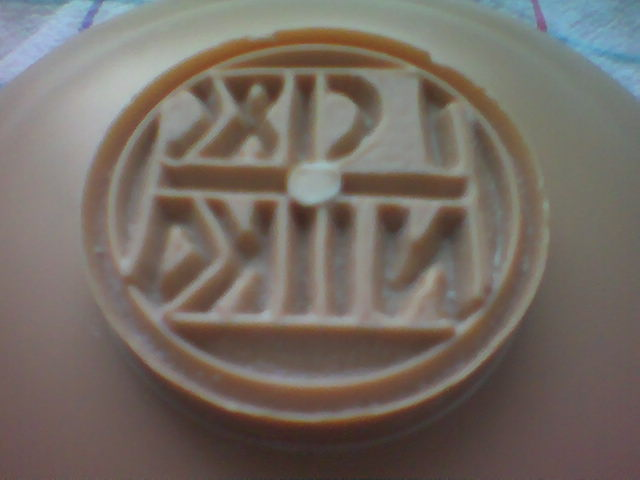
Sello de prosfora de estilo ruso, para cinco pequeñas rebanadas idénticas.

En la parte de la Divina Liturgia (Eucaristía) conocida como la Liturgia de Preparación (Proskomedia) se corta un cubo del centro del prosforon, al que se alude como el Cordero (en griego Amnon). Es este Cordero quien se consagra para convertirlo en el Cuerpo de Cristo y de él recibirán tanto el clero como los creyentes la Sagrada Comunión, mientras el resto del prosforon se corta para el antidoron, el pan sagrado que se reparte al final de la Liturgia.
Los prosfora pueden variar en tamaño y sello en las distintas tradiciones litúrgicas. Generalmente las tradiciones eslavas usan cinco pequeños prosfora con un sello más simple, mientras la tradición griego-bizantina usa un prosforon grande con un sello más complejo, señalando el lugar del que se tomará el Cordero y los lugares de los que se retirarán las partículas para cada celebración restante.
Además del Cordero, se retiran del prosforon partículas para conmemorar lo siguiente:
- La Theotokos (Panagia);
- Los Nueve Órdenes de santos (los santos concretos conmemorados varían según la jurisdicción);
- Los vivos (incluyendo las autoridades locales y el obispo regente);
- Los difuntos.

La tradición eslava usa un prosforon separado para cada uno de estos, a veces con un sello diferente para cada uno, o al menos con uno separada para la Panagia. El laicado también puede presentar prosfora más pequeños con una lista de fieles vivos y difuntos a quienes desean conmemorar durante la Liturgia. De cada uno de estos prosfora más pequeños el sacerdote retirará un trozo triangular además de partículas más pequeñas mientras reza por cada una de las personas de la lista.

## Panagia
El prosforon del que se retira una partícula en honor la Theotokos (Virgen María) se llama panagia (ἄρτος τῆς Παναγίας) y se bendice solemnemente en su honor durante la Divina Liturgia. Este prosforon está grabado a menudo con un icono de la Theotokos. Antes de cortarlo, el sacerdote hace la Señal de la Cruz sobre él tres veces con vara litúrgica, diciendo:

En honor y conmemoración de nuestra Señora más bendita, la Theotokos y Siempre-virgen María; mediante cuyas intercesiones acepta, Oh Señor, este sacrificio sobre Tu más celestial Altar.

Entonces retira una gran partícula triangular y la poner al lado del Cordero, diciendo: «A Tu derecha está la reina, llevando vestidos tejidos de oro y varios colores.»
El resto del prosforon se bendice sobre la mesa sagrada, antes de bendecir el antidoron, con la frase: «Grande es el nombre de la Sagrada Trinidad.» Actualmente esta costumbre suele ejecutarse solo en algunos monasterios.
Tras la Liturga el monje a cargo del refectorio corta un trozo triangular del prosforon. Entonces se corta la panagia por la mitad y se deja bocabajo sobre un plato en una mesita del refectorio. Tras la comida, el monje a su cargo se quita su epanokamelavkion y kamilavkion, diciendo «Bendecidme, Padres sagrados, y perdonad mis pecado», a lo que responden los hermanos: «Que Dios te perdone y se apiade de ti.» Entonces, tomando la panagia con la punta de sus dedos, la eleva mientras dice «Grande es le nombre», y la comunidad sigue: «de la Sagrada Trinidad.» El rito prosigue entonces con «Sagrada Madre de Dios, ayúdanos», con la respuesta «A sus oraciones, Oh Señor, ten piedad y sálvanos.» Entonces se cantan dos himnos mientras el monje a cargo del refectorio, acompañado de un clérigo con incensario de mano, ofrece la panagia a los presentes. Cada uno toma un trozo con los dedos, lo pasa por el incienso, y lo come.

## Artoklasia
También hay rebanadas que se hornean para ser bendecidos y repartidos a los fieles fuera de la Divina Liturgia. Estos suelen llamarse artos (‘rebanadas’) y suelen hacerse con una cruz simple o un icono como el del santo patrón de la iglesia o monasterio local. Suelen hacerse cinco rebanadas, y se bendicen en un servicio llamado Artoklasia (‘rotura del pan’). Estas rebanadas, junto con trigo, vino y aceite, se bendicen y reparten a los fieles durante la Vigilia de Todos los Santos.